# Gemstone Warrior
Gemstone Warrior est un jeu vidéo d’action et de rôle développé par Paradigm Creators et publié par Strategic Simulations en 1984 sur Apple II, Atari 8-bit, Commodore 64 et Macintosh. Le jeu se déroule dans un univers médiéval-fantastique et mélange des éléments de jeux de rôle et des éléments de jeux d’action. Au total, Strategic Simulations a vendu plus de 50 000 copies du jeu. Il a bénéficié d'une suite, baptisée Gemstone Healer et publiée en 1986.

## Trame
Gemstone Warrior se déroule dans un univers médiéval-fantastique dans lequel le joueur se voit confier la tâche de retrouver les cinq fragments d’une pierre précieuse, confiée aux hommes par les dieux à la création du monde afin de leur permettre de faire usage de la magie. Des démons venus des enfers ont en effet envahi le monde, tués les gardiens de la pierre et dérobés cette dernière, provoquant un lent déclin de l’humanité. Bien qu’incapable de détruire la pierre, les démons parviennent à la briser en cinq fragments, qu’ils cachent ensuite dans leur royaume souterrain

## Système de jeu
Gemstone Warrior est parfois décrit comme un jeu vidéo de rôle et comme un précurseur des jeux de type action-RPG comme Diablo. D’après Matt Barton, il partage en effet des caractéristiques avec ces derniers, comme son thème médiéval fantastique et son gameplay en temps réel. Il note cependant qu’en l’absence d’un système de classe et de progression des personnages, via de l’expérience ou des compétences, il ne le considère pas comme un jeu vidéo de rôle et le décrit plutôt comme un shoot 'em up. À l’aide du clavier ou du joystick, le joueur contrôle un personnage équipé d’une armure qui explore des donjons et tire des flèches ou des boules de feu sur ses ennemis afin de les détruire,. Son objectif est de réunir les cinq parties d’un puissant artefact capable de ramener la paix et la prospérité dans le monde du jeu. Outre ses deux armes, l’arc et les boules de feu, le personnage dispose d’un inventaire qui peut contenir divers objets, dont un carquois pour ses flèches. En fonction des armes utilisées au cours des combats, l’inventaire du personnage est mis à jour pour refléter la quantité de munition qu’il lui reste. Les armes et l’inventaire du héros sont affichés à l’écran, de même que sa barre de vie, une horloge et ses points. Le reste de l’écran est occupé par une représentation en deux dimensions du héros et de son environnement, qui défile lorsque le personnage atteint un des bords de l’écran. Des monstres peuvent surgir de n’importe quelle direction. Certains d’entre-deux sont porteurs de maladie et doivent être tué rapidement pour éviter que le personnage soit infecté, d’autres se multiplient au cours des combats. Lors de son exploration des différents environnements du jeu, le joueur a la possibilité de fouiller les cadavres de ses ennemis ou d’examiner des artefacts afin d’y trouver des objets magiques. Ces objets sont généralement bénéfiques et permettent par exemple au joueur de disposer de sorts d’empoisonnement, d’invisibilité, de protection, de destruction ou de soin. Certains objets peuvent cependant être piégés ou contaminés par de la magie démoniaque.

## Développement et publication
Initialement spécialisé dans les wargames, le studio Strategic Simulations commence en 1982 à se diversifier avec le lancement d’une nouvelle gamme de produit, baptisée RapidFire et destinée aux joueurs n’étant pas intéressé par les jeux plus sérieux et plus lent qu’ils ont jusque-là développés. Ces titres ne connaissent cependant pas plus de succès que leurs jeux de guerres traditionnels et le studio abandonne rapidement ce label. En 1984, Strategic Simulations continue néanmoins cette stratégie de diversification en faisant ses premiers pas sur le marché du jeu vidéo de rôle avec Questron, développé par Charles Dougherty et Gerald Wieczorek, qui rencontre un succès inattendu. Il réalise en effet le meilleur démarrage d’un jeu Strategic Simulations et se vend au total à plus de 35 000 exemplaires, soit bien mieux que la plupart des précédents jeux du studio. Ce succès pousse la société à persévérer dans ce domaine avec tout d’abord Gemstone Warrior, développé par Paradigm Creators, qui est publié en décembre 1984 sur Apple II. Le jeu est ensuite porté sur Commodore 64 début 1985, sur Atari 8-bit en juin de la même année, et enfin sur Apple Macintosh en avril 1986,.
Gemstone Warrior est un des premiers jeux publiés au Royaume-Uni sous le label All American Adventures, créé par Ocean Software et CentreSoft en 1985, avec les trois premiers volets de la série Ultima d'Origin Systems, Mindwheel et Essex de Synapse Software et Questron de Strategic Simulations.

## Accueil
Dans sa critique publiée en 1985 par le magazine Analog Computing, le journaliste Steve Panak encense tout d’abord le système de jeu inédit de Gemstone Warrior qui combine selon-lui les infinités de variations d’une bonne campagne de Donjons et Dragons avec l’action intense d’un jeu d’arcade et qui ne se contente pas de réutiliser les recettes des jeux vidéo de rôle classiques. Il fait également l’éloge de sa simplicité d’utilisation en expliquant qu’il montre qu’un jeu complexe peut être facile d’utilisation si ses développeurs consacrent suffisamment de temps à sa conception. Il salue enfin son superbe écran de jeu et ses excellents graphismes, qui permettent notamment au joueur de distinguer facilement les différents objets et monstres du jeu. En conclusion, il juge ainsi qu’il se révèle intéressant aussi bien pour des débutants que pour des joueurs expérimentés grâce à sa simplicité d’utilisation, qui lui permet d’être facile à prendre en main et très amusant malgré sa complexité, avant d’ajouter qu’il constitue « un véritable joyau ». La critique publiée en 1986 dans le magazine Zzap!64 est moins enthousiaste. Son auteur juge en effet qu’en combinant des éléments de jeu de rôle traditionnel avec un gameplay en temps réel de jeu d’arcade, ses développeurs ont fait disparaitre certains des éléments qui donnent leur profondeur au jeu de ce genre, comme les énigmes. D’après lui, le résultat sonne donc un peu « creux » et Gemstone Warrior échoue aussi bien en tant que jeu de stratégie qu’en tant que jeu d’aventure. S’il estime qu’il est techniquement réussit, grâce à sa présentation est magnifique et un bon usage des effets sonores, il ne le considère donc pas au niveau des autres jeux de Strategic Simulations et conclut qu’il risque d’échouer à trouver son public. Dans sa critique publiée en 1987 dans le magazine Family Computing, le journaliste James Delson estime de son côté que ce mélange de jeu de rôle et d’arcade vaut largement l’effort que nécessite sa prise en main avant de conclure qu’il est « plutôt amusant » et qu’il devrait faire patienter les fans de jeu vidé de rôle jusqu’à la publication à venir de Wizardry IV et Ultima IV.
Au total, Strategic Simulations a vendu plus de 50 000 copies du jeu.

## Postérité
Gemstone Warrior bénéficie d'une suite, baptisée Gemstone Healer et publiée en 1986 par Strategic Simulations,.